# Governació de Médenine
La governació o wilaya de Médenine o Medenine (àrab: ولاية مدنين, wilāyat Madanīn) és una divisió administrativa de primer nivell de Tunísia, situada al sud-est del país. En forma part l'illa de Gerba. La capital és la ciutat de Medenine. Limita amb les governacions de Gabès, Tataouine i Kébili i amb la mar Mediterrània.
Té una superfície de 8.858 km² i una població aproximada de 447.400 habitants l'any 2008 (438.700 l'any 2005).

## Economia
Majoritàriament dedicada als serveis, sobretot al turisme, també hi són presents altres activitats com l'agricultura o la pesca (10%), la indústria (8%), les obres públiques i privades (17%) o l'administració (18%). La governació disposa d'un aeroport internacional a Gerba, l'Aeroport Internacional de Djerba-Zarzis.
Hi ha un parc d'activitat econòmica a Zarzis (Gerba), que disposa d'un port comercial. Hi ha també altres zones industrials a Medenine Sud i Ben Gardane i altres dues en projecte a Médenine Nord i a Zarzis.
L'activitat turística és important i disposa de 126 hotels d'alt nivell amb capacitat per a més de 47.000 llits.
L'agricultura (arboricultura, principalment oliveres) i la ramaderia hi són activitats rellevants. La costa té una longitud d'uns 400 km i la pesca suposa el 20% de la producció de tot el país. La pesca s'explota també en dos llacs, El Biben i Boughrara.

## Organització administrativa
La governació fou creada el 21 de juny de 1956. El 1981 es va segregar una part del territori per formar la nova governació de Tataouine.
El seu codi geogràfic és 52 (ISO 3166-2:TN-12).

### Delegacions
Està dividida en nou delegacions o mutamadiyyes i 94 sectors o imades:
- Mednine Nord (52 51)
  - Beni Ghezaïl (52 51 51)
  - 2 Mai (52 51 52)
  - Mednine Ouest (52 51 53)
  - 20 Mars (52 51 54)
  - Mednine (Nord 52 51 55)
  - Oum Ettameur Ouest (52 51 56)
  - Oum Ettameur Est (52 51 57)
  - Koutine (52 51 58)
- Mednine Sud (52 52)
  - Mednine Sud (52 52 51)
  - Mednine Est (52 52 52)
  - El Labba (52 52 53)
  - Hessi Amor (52 52 54)
  - Oued Esseder (52 52 55)
  - Hessi Mednine (52 52 56)
  - Darghoulia (52 52 57)
  - Souitir (52 52 58)
  - Nouvelle Amra (52 52 59)
  - Bou-Ghrara (52 52 60)
- Beni Khedech (52 53)
  - Beni-Khedech (52 53 51)
  - Rahala (52 53 52)
  - Eddekhila (52 53 53)
  - Ouarjijene (52 53 54)
  - Oued El Khil (52 53 55)
  - Zghaya (52 53 56)
  - El Benaina (52 53 57)
  - El Fejij (52 53 58)
  - El Menzela (52 53 59)
  - Zammour (52 53 60)
  - El Hamaïma (52 53 61)
  - El Behira (52 53 62)
  - Ksar El Jedid (52 53 63)
- Ben Guerdane (52 54)
  - Ben Guerdane Nord (52 54 51)
  - Ben Guerdane Sud (52 54 52)
  - Essayah (52 54 53)
  - Jamila (52 54 54)
  - El Mâamerat (52 54 55)
  - El Amria (52 54 56)
  - Ettabaï (52 54 57)
  - Ourasnia (52 54 58)
  - Jallel (52 54 59)
  - Neffatia (52 54 60)
  - Chahbania (52 54 61)
  - Chareb Errajel (52 54 62)
- Zarzis (52 55)
  - Zarzis (52 55 51)
  - 20 Mars (52 55 52)
  - Tahar Sfar (52 55 53)
  - Ejdaria (52 55 54)
  - El Bassatine (52 55 55)
  - Essouihel (52 55 56)
  - Oued Ettieb (52 55 57)
  - Hassi El Jerbi (52 55 58)
  - Khaoui El Ghedir (52 55 59)
  - Hamadi (52 55 60)
  - Hichem El Hamadi (52 55 61)
  - El Ghorabet (52 55 62)
  - El Grebis (52 55 63)
  - Hamadi Boutoufaha (52 55 64)
  - El Ogla (52 55 65)
  - Chammakh (52 55 66)
- Djerba Houmet Souk (52 56)
  - Taourit (52 56 51)
  - Bou Melel (52 56 52)
  - El Jouamâa (52 56 53)
  - Fatou (52 56 54)
  - Mazraïa (52 56 55)
  - Sedghaiane (52 56 56)
  - Oualeg (52 56 57)
  - Essouani (52 56 58)
  - Erriadh (52 56 59)
  - El Hachene (52 56 60)
  - Mellita (52 56 61)
- Djerba Midoun (52 57)
  - Midoun (52 57 51)
  - Arkou (52 57 52)
  - El Mahboubine (52 57 53)
  - Beni Mâaguel (52 57 54)
  - Sedouikèch (52 57 55)
  - El May (52 57 56)
  - Robbana (52 57 57)
- Djerba Ajim (52 58)
  - Ajim (52 58 51)
  - El Khenensa (52 58 52)
  - Mezrene (52 58 53)
  - Guellala (52 58 54)
  - Oued Ezzebib (52 58 55)
  - El Groa (52 58 56)
- Sidi Makhlouf (52 59)
  - Sidi Makhlouf (52 59 51)
  - El Grine (52 59 52)
  - El Maghzaouia (52 59 53)
  - El Jourf (52 59 54)
  - Bedoui (52 59 55)
  - Amra (52 59 56)
  - Er Ragouba Est (52 59 57)
  - Er Ragouba Ouest (52 59 58)
  - El Ghabai (52 59 59)
  - El Gosba (52 59 60)
  - Darjaoua (52 59 61)

### Municipalitats
Està dividida en vuit municipalitats o baladiyyes i 18 circumscripcions o dàïres:
- Mednine (52 11)
  - Mednine Nord (52 11 11)
  - Mednine Sud (52 11 12)
- Beni Khedache (52 12)
- Ben Guerdane (52 13)
- Zarzis (52 14)
  - Zarzis Medina (52 14 11)
  - Mouansa (52 14 12)
  - Essouihel (52 14 13)
  - Hassi El Jerbi (52 14 14)
  - Hichem El Hamadi (52 14 15)
  - Hamadi Bouteffaha (52 14 16)
- Djerba Houmet Souk (52 15)
  - Houmet Souk (52 15 11)
  - Erriadh (52 15 12)
  - Mellita (52 15 13)
  - El Mezraâ (52 15 14)
- Djerba Midoun (52 16)
  - Midoun (52 16 11)
  - El May (52 16 12)
  - Sedouikèch (52 16 13)
  - Beni Mâaguel (52 16 14)
- Djerba Ajim (52 17)
  - Ajim (52 17 11)
  - Guellala (52 17 12)
- Sidi Makhlouf

## Agermanaments
La governació està agermanada amb la província de Siracusa (Itàlia), el departament de l'Erau (França), Hechstedt (Alemanya), la regió de Còrsega (França) i Chabbia Nikaat Khamsa (Líbia).